# Bovindou

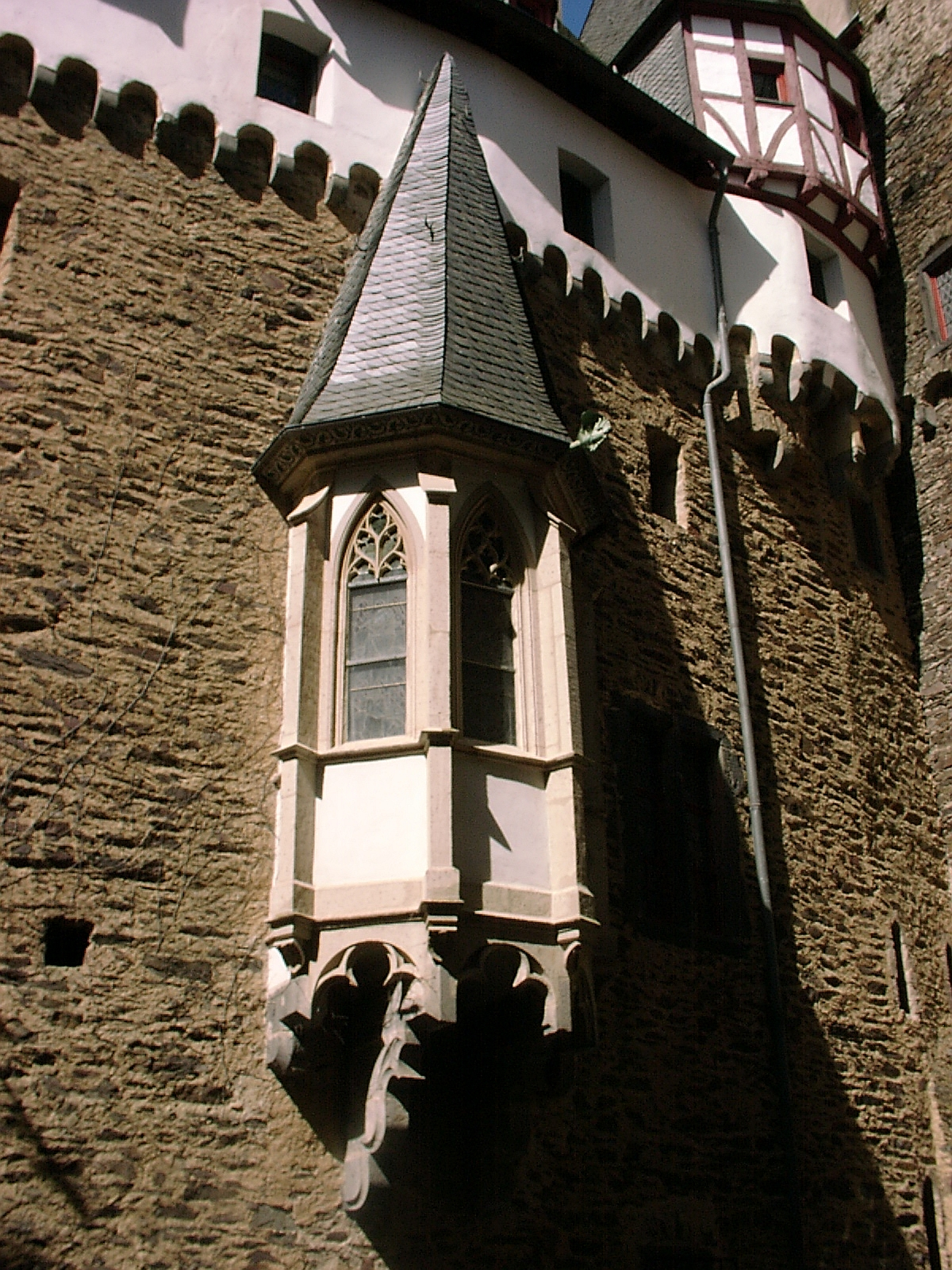
Bovindou al capelei din Cetatea Eltz (Germania)

Un bovindou (cuvânt provenit din engleză: bay-window) este o construcție ieșită în afara planului pereților exteriori ai unei clădiri, aflată în prelungirea planșeului, ca un balconaș închis, prevăzută cu una sau cu mai multe ferestre, în scopul măririi suprafeței etajului.

## Descriere
Poate fi definit și ca un tip de fereastră care iese în rezalit față de planul zidului, sprijinită spre exterior pe console, pe o coloană sau pe prelungirile bârnelor care alcătuiesc suportul pavimentului încăperii căreia îi corespunde și al cărui spațiu îl prelungește spre exterior.
Bovindoul are un rol ornamental dar și funcțional mărind suprafața utilă a camerei.
Bovindoul este, de obicei, format din cel puțin trei ferestre, fixe sau mobile, aranjate în plan într-o configurație poligonală sau de semicerc. Fereastra din centru este, de regulă, fixă, cele două adiacente fiind mobile, mai ușor de manevrat, pentru o ventilare corectă.
Ferestrele au și rolul de a crea iluzia unei încăperi mai mari, crescând fluxul de lumină naturală în clădire. În același timp, ferestrele laterale pot oferi un unghi de privire mai larg, imposibil în cazul unei ferestre obișnuite.

## În România
În România, construirea bovindorilor este reglementată pe plan local.
Astfel, Regulamentul Local de Urbanism pentru Municipiul Satu Mare prevede, între altele, că se pot autoriza balcoane / bovindouri la frontul clădirilor în următoarele condiții: 
- ieșirea în afara limitei proprietății să nu depășescă 1,00 m
- să nu ocupe mai mult de 1/3 din lățimea frontului, în cazul bovindourilor
- nu pot fi realizate la înălțime mai mică de 3,50 m. măsurată de la cota trotuarului
- să nu afecteze rețelele existente și circulația
- lățimea trotuarului și profilul străzii să permită acest lucru.

în timp ce Regulamentul local de urbanism Târgu Mureș prevede că balcoanele deschise sau închise (bovindouri), realizate din fier forjat, zidărie, piatră sau beton armat: 
- vor putea depăși aliniamentul cu maxim 1,0 metru
- vor fi retrase de la limita clădirilor adiacente cu minim 2,0 metri
- vor avea partea inferioară a consolelor la o distanță de minim 3,0 metri peste cota trotuarului
- bovindourile nu vor avea lățimea mai mare de 2,5 metri.

## Galerie de imagini

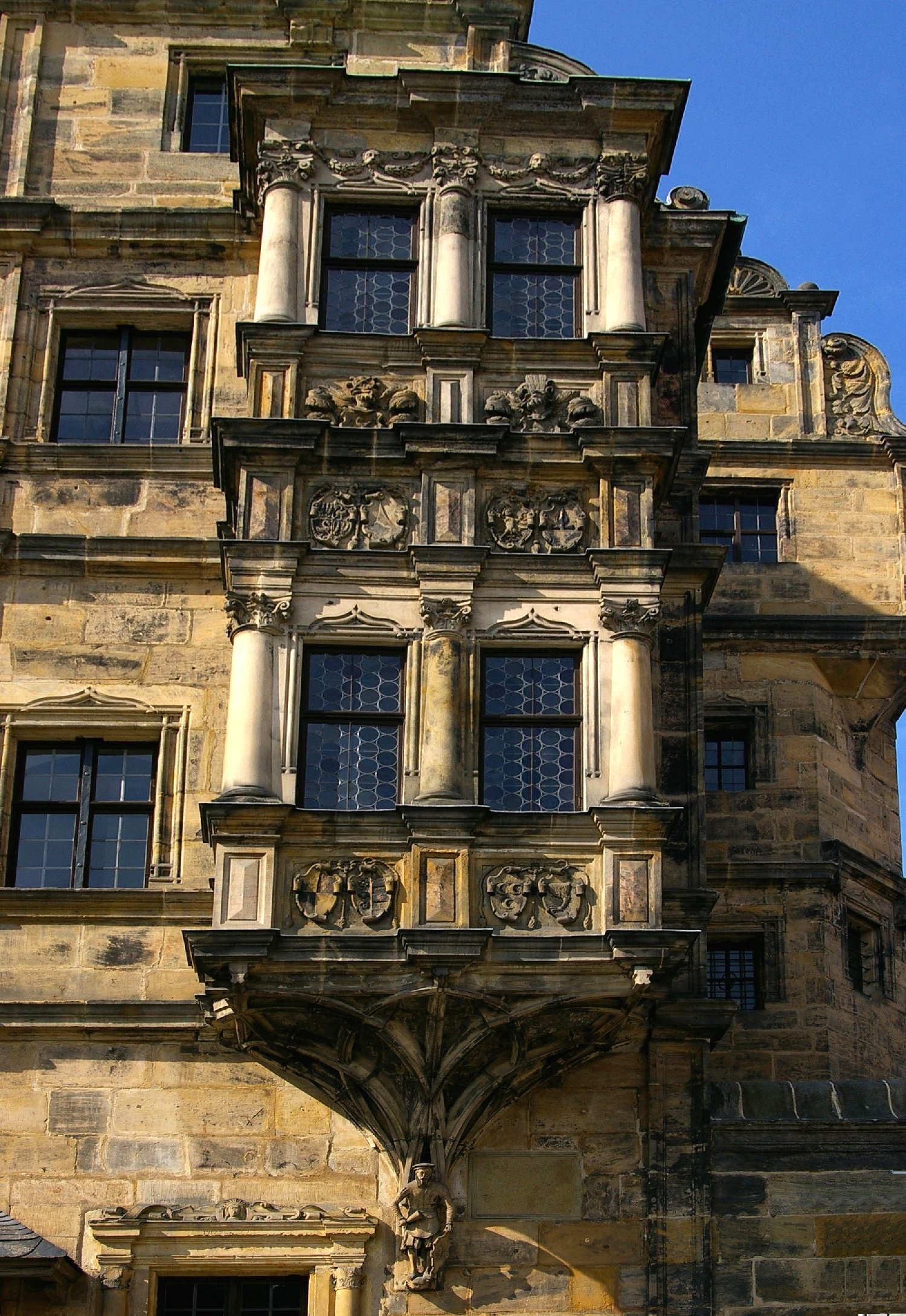
Bovindou Bamberg (Alte Hofhaltung) (Germania)
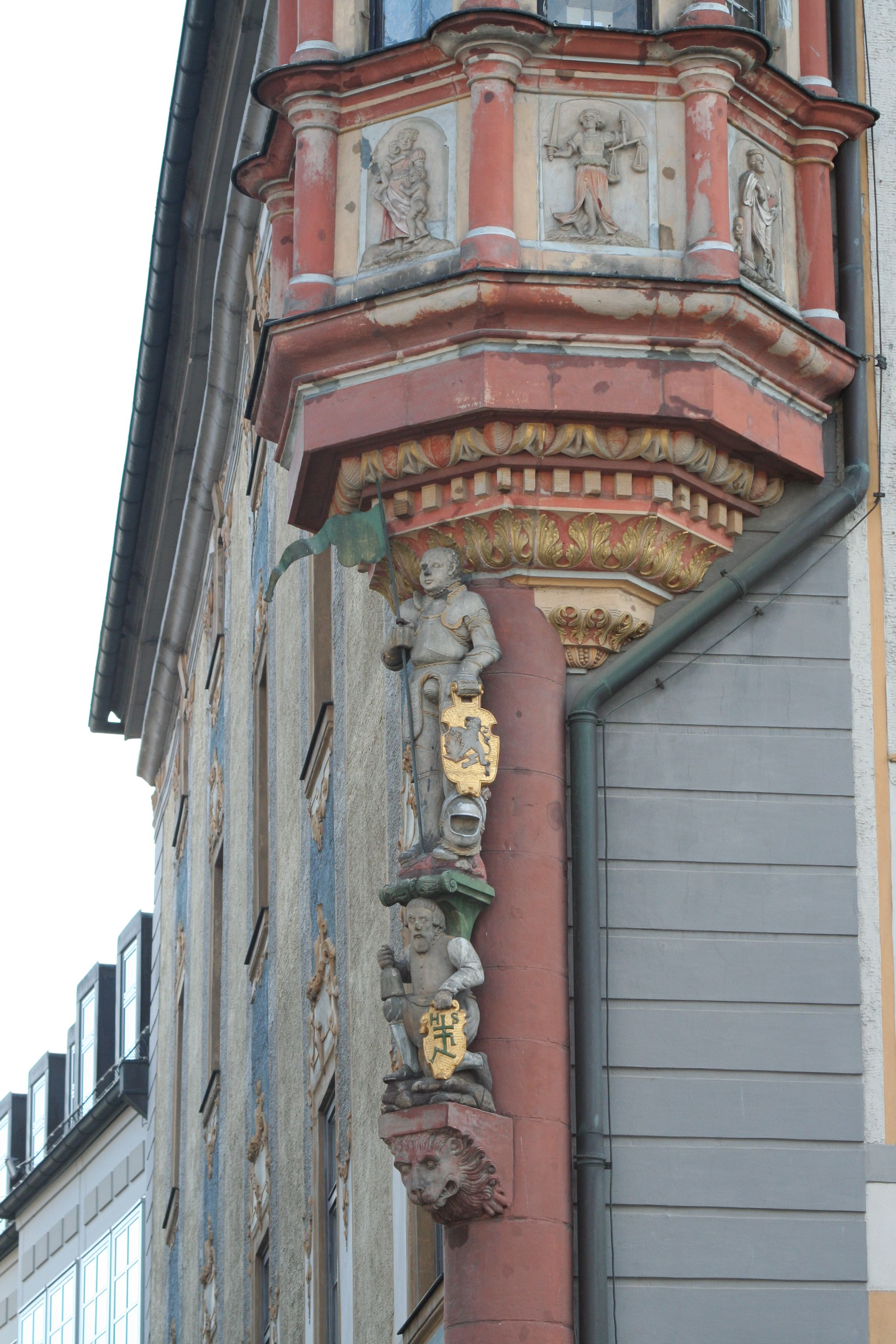
Bovindou Primăria din Coburg (Germania)
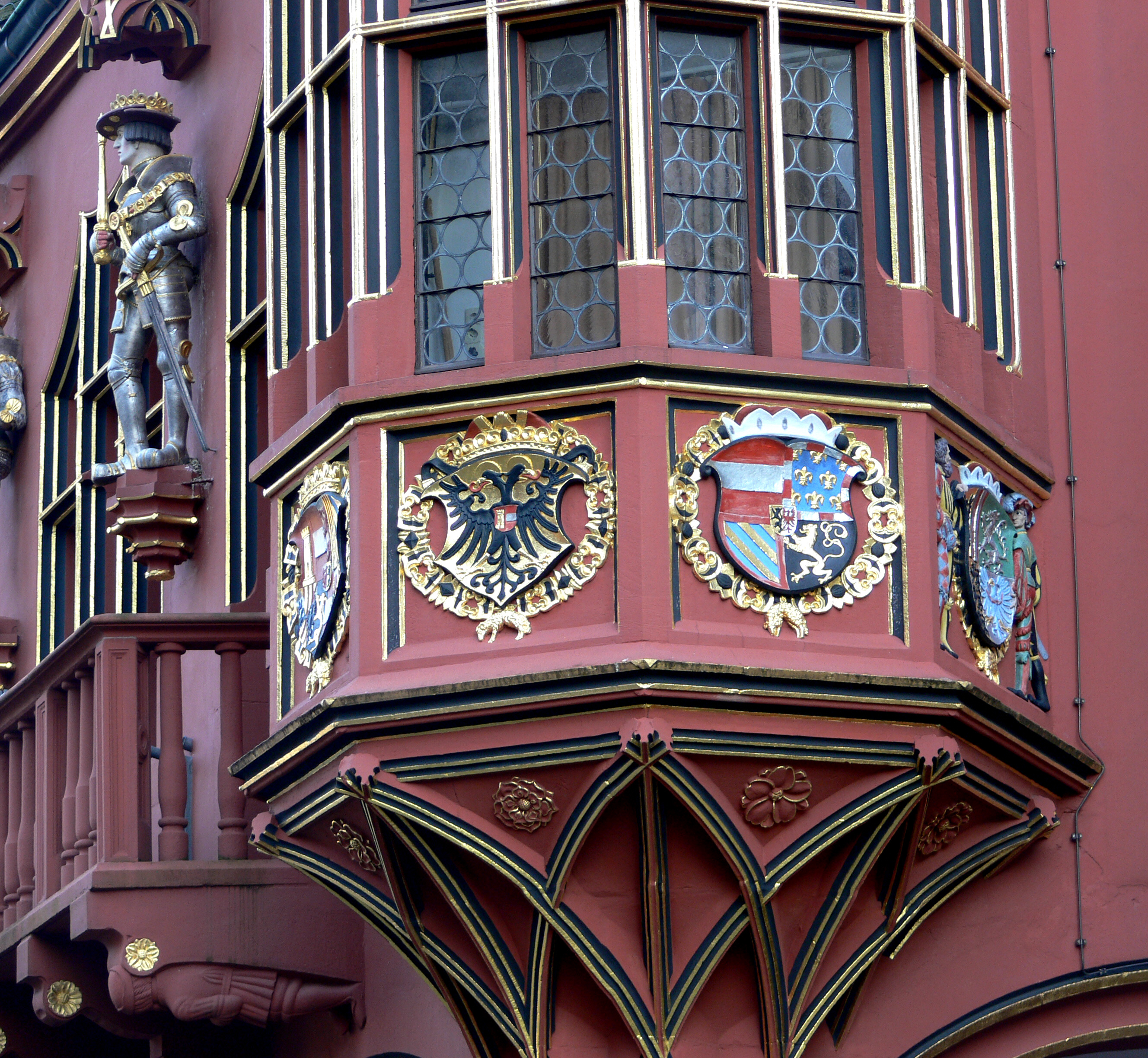
Bovindou Freiburg (Germania)
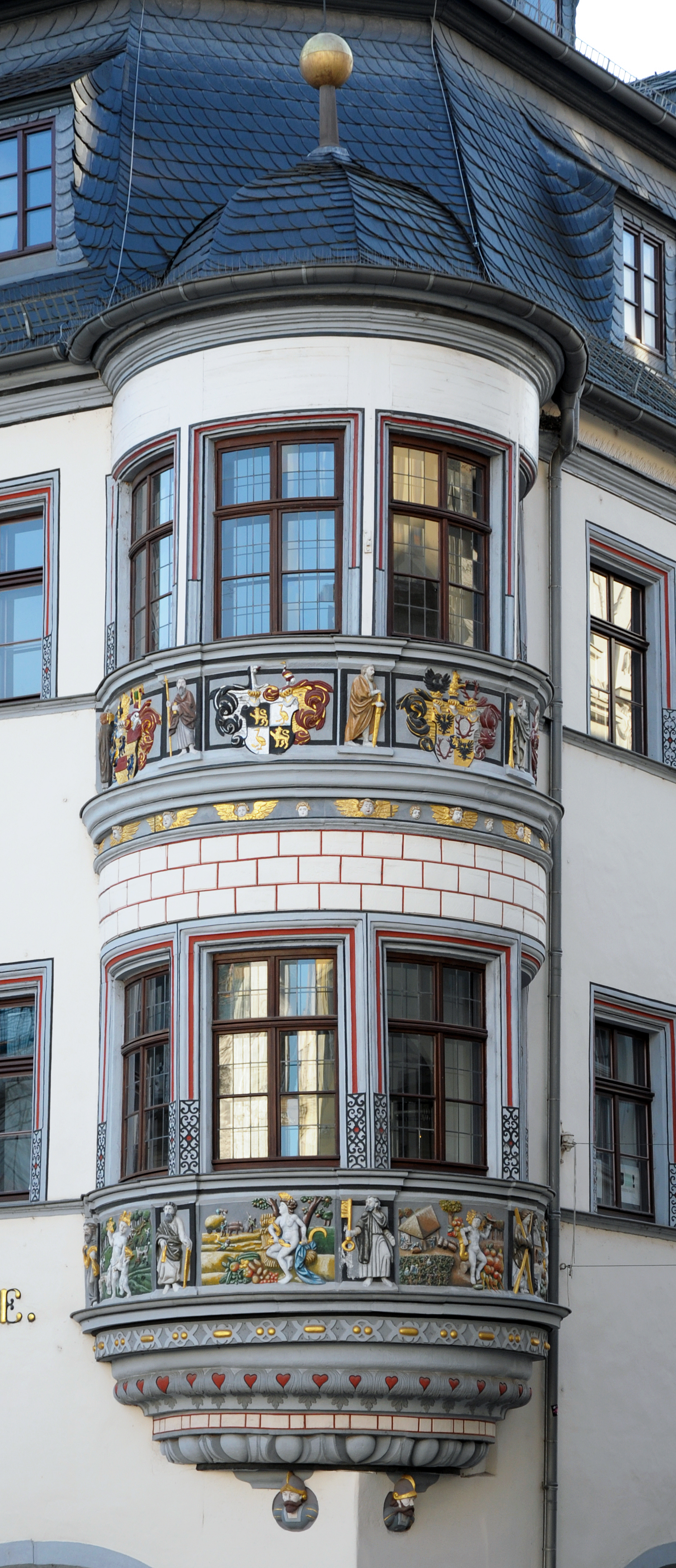
Bovindou Gera (Germania)